# BBC Canada
BBC Canada était une chaîne de télévision canadienne de langue anglaise contrôlé conjointement par Corus Entertainment et BBC Worldwide. Cette chaîne présente les programmes de la BBC ainsi que des émissions canadiennes (sous condition de licence).

## Histoire
Autorisée par le Conseil de la radiodiffusion et des télécommunications canadiennes (CRTC) en novembre 2000 pour Alliance Atlantis, la chaîne a été lancée le 7 septembre 2001 sous son nom actuel. Le 18 janvier 2008, un consortium entre CanWest Global Communications et Goldman Sachs Capital Partners ont pris part aux intérêts d'Alliance Atlantis pour BBC Canada. Sous les dettes, Shaw Communications fait l'acquisition de CW Media le 27 octobre 2010 et BBC Canada fait partie de Shaw Media.
Depuis le 1er avril 2016, Shaw Media appartient désormais à Corus Entertainment. Une version haute définition a été lancée en octobre 2016 aux abonnés de Telus Télé Optik.
Dans un avis aux abonnés publié au début de novembre 2020, la société sœur de Corus, Shaw Direct a indiqué que la chaîne fermerait le 31 décembre 2020.

## Programmation
Puisque BBC Canada avait obtenu une licence de diffusion canadienne, le CRTC a obligé qu'il y ait une part d'émissions canadiennes. En plus des émissions de la BBC, il y a également de nombreuses séries canadiennes.
La chaîne n'a aucune affiliation avec la chaîne américaine BBC America, et ne diffuse aucun bulletin de nouvelles. Elle acquiert de la programmation britannique à bas prix qui n'a pas été vendue à un diffuseur canadien. Elle rediffuse aussi quelques mois plus tard des émissions mettant en vedette une personnalité britannique diffusées initialement sur une autre chaîne du groupe Corus (comme Food Network).

### Quelques séries sur la chaîne
- Six Sexy (Coupling)
- EastEnders
- Femmes de footballeurs (Footballers' Wives)
- Hôtel Babylon (Hotel Babylon)
- The Kumars at No. 42
- Life on Mars
- Little Britain
- The Office
- MI-5 (Spooks)
- Top Gear